# Kurzschluss (Arte)
KurzSchluss (fr.: Court-circuit) ist eine Sendung des deutsch-französischen Senders ARTE über Kurzfilme.
In diesem Kurzfilm-Magazin werden wöchentlich Werke aus der Kurzfilmszene präsentiert. Gezeigt werden in erster Linie neue Filme, doch gelegentlich auch Klassiker des Genres. Ergänzt wird die Sendung durch Interviews, Making-ofs und Film-Interpretationen.
Bisweilen wird eine ganze Ausgabe unter ein Thema gestellt, etwa Filme eines bestimmten Kurzfilmfestivals oder eines bestimmten Regisseurs, über dessen Arbeit ein Überblick gegeben wird.
Die erste Ausgabe wurde am 19. November 2001 ausgestrahlt.